# Neftçi PFK
Maillots
Actualités
Le Neftchi Pachakar Futbol Klubu Bakou (en azéri : Neftçi Peşəkar Futbol Klub), plus couramment abrégé en Neftchi PFK, est un club azerbaïdjanais de football fondé en 1937 et basé à Bakou, la capitale du pays.
Il s'agit du club le plus populaire et le plus soutenu à travers le pays, et il a longtemps été le plus titré.

## Histoire

### Dates importantes
- 1937 : fondation du club sous le nom de Neftyanik Bakou
- 1967 : le club est renommé Neftchi Bakou
- 1995 : première participation à une compétition européenne (Coupe d'Europe des vainqueurs de coupe de football 1995-1996)
- 2012 : première participation à la phase de groupes d'une compétition européenne (Ligue Europa 2012-2013)

### Période soviétique
Le Neftchi Bakou, fondé en 1937, appelé à l'époque Neftyanik jusqu'en 1967 jouera pendants 3 périodes au sommet du football soviétique, en division du championnat d'URSS, en 1949-50, de 1960 à 1970 et de 1977 à 1988, avec un total de 23 saison en division 1.
Le club jouera également en deuxième division de 1946 à 1948, de 1951 à 1959, de 1973 à 1976 et de 1989 à 1991 et sera vice-champion en 1976.
Au summum du club, leur meilleur joueur fut le buteur azerbaïdjanais légendaire Alekper Mamedov qui joua également pour le Dynamo Moscou, et qui inscrivit 51 buts en championnat entre 1950 et 1960.
La plus grande performance du club en division une sera en 1966 lorsqu'il finira à la 3e place (meilleure performance pour une équipe d'Azerbaïdjan dans le championnat soviétique), lorsque l'équipe était composée de plusieurs grands joueurs du pays, tels que Anatoli Banichevski (Joueurs en or de l'UEFA pour l'Azerbaïdjan), Kazbek Tuaev, Aleksandr Trophimov, ainsi que le gardien de but Sergey Kramarenko. Les fans et les journalistes ont célébré en 2006 le 40e anniversaire de cet exploit.

### Depuis l'indépendance du pays
Depuis l'indépendance de l'Azerbaïdjan en 1991, le club a gagné une coupe de la CEI en 2006.
En 2008, l'Ukrainien Anatoliy Demyanenko fut l'entraineur pendant 6 mois de l'équipe.
Lors de la saison 2012/2013, Neftchi devient le premier club azéri à atteindre la phase de groupes d'une compétition européenne en Ligue Europa, finissant dernier de son groupe mais avec 3 matches nuls dont un contre l'Inter Milan.

## Bilan sportif

### Palmarès
| Période azerbaïdjanaise | Période soviétique                                                                                               |
| - Championnat d'Azerbaïdjan (9) : - Champion : 1992, 1996, 1997, 2004, 2005, 2011, 2012, 2013, 2021 - Vice-champion : 2001, 2002, 2007, 2019, 2020 et 2022 - Coupe d'Azerbaïdjan (7) : - Vainqueur : 1995, 1996, 1999, 1999, 2002, 2013, 2014 - Finaliste en 2001, 2012, 2015, 2016 et 2023 - Supercoupe d'Azerbaïdjan (2) : - Vainqueur : 1993, 1995 - Finaliste : 2013 - Coupe de la CEI (1) : - Vainqueur : 2006 - Finaliste : 2005 | - Championnat d'Union soviétique : - Troisième : 1966. - Coupe de la fédération soviétique : - Finaliste : 1988. |

### Classements en championnat
La frise ci-dessous résume les classements successifs du club en championnat d'Union soviétique.
La frise ci-dessous résume les classements successifs du club en championnat d'Azerbaïdjan.

### Bilan par saison
Légende
- Vainqueur de la compétition
- Vice-champion ou finaliste de la compétition
- Troisième de la compétition

Le tableau ci-dessous récapitule les saisons du club depuis la mise en place du championnat d'Azerbaïdjan.
| Saison    | Championnat | Championnat | Championnat | Championnat | Championnat | Championnat | Championnat | Championnat | Championnat | Championnat | Coupe d'Azerbaïdjan | Meilleur buteur | |
| Saison    | Division    | Pos | Pts | J | V | N | D | BP | BC | Diff | Coupe d'Azerbaïdjan | Meilleur buteur | |
| --------- | ----------- | --- | --- | --- | --- | --- | --- | --- | --- | --- | --- | --- | --- |
| 1992      | 1re         | 1er | 62 | 36 | 30 | 2 | 4 | 104 | 23 | +81 | Quarts de finale | Samir Alakbarov (36) | |
| 1993      | 1re         | 5e | 27 | 18 | 11 | 5 | 2 | 39 | 11 | +28 | Quarts de finale | Samir Alakbarov (16) | |
| 1993-1994 | 1re         | 8e | 29 | 30 | 11 | 7 | 12 | 37 | 11 | +26 | Quarts de finale | Samir Alakbarov (12) | |
| 1994-1995 | 1re         | 3e | 38 | 24 | 17 | 4 | 3 | 67 | 15 | +52 | Vainqueur | Nazim Aliyev (26) | |
| 1995-1996 | 1re         | 1er | 39 | 20 | 11 | 6 | 3 | 42 | 17 | +25 | Vainqueur | Nazim Aliyev (16) | |
| 1996-1997 | 1re         | 1er | 74 | 30 | 23 | 5 | 2 | 98 | 20 | +78 | Quarts de finale | Gurban Gurbanov (34) | |
| 1997-1998 | 1re         | 6e | 43 | 26 | 13 | 4 | 9 | 43 | 23 | +20 | Demi-finales | Gurban Gurbanov (9) | |
| 1998-1999 | 1re         | 3e | 52 | 26 | 15 | 4 | 4 | 57 | 18 | +39 | Vainqueur | Leonid Kalfa (15) | |
| 1999-2000 | 1re         | 3e | 43 | 22 | 13 | 4 | 5 | 35 | 17 | +18 | Demi-finales | Vadim Vasilyev (8) | |
| 2000-2001 | 1re         | 2e | 51 | 20 | 16 | 3 | 1 | 57 | 11 | +48 | Finale | Farrukh Ismayilov (11)                                                                                                  | |
| 2001-2002 | 1re         | 3e | 44 | 22 | 13 | 5 | 4 | 34 | 7 | +27 | — | Gurban Gurbanov (9) | |
| 2002-2003 | 1re         | En raison d'un conflit entre les clubs et la fédération, aucune compétition ne prend place lors de la saison 2002-2003. | En raison d'un conflit entre les clubs et la fédération, aucune compétition ne prend place lors de la saison 2002-2003. | En raison d'un conflit entre les clubs et la fédération, aucune compétition ne prend place lors de la saison 2002-2003. | En raison d'un conflit entre les clubs et la fédération, aucune compétition ne prend place lors de la saison 2002-2003. | En raison d'un conflit entre les clubs et la fédération, aucune compétition ne prend place lors de la saison 2002-2003. | En raison d'un conflit entre les clubs et la fédération, aucune compétition ne prend place lors de la saison 2002-2003. | En raison d'un conflit entre les clubs et la fédération, aucune compétition ne prend place lors de la saison 2002-2003. | En raison d'un conflit entre les clubs et la fédération, aucune compétition ne prend place lors de la saison 2002-2003. | En raison d'un conflit entre les clubs et la fédération, aucune compétition ne prend place lors de la saison 2002-2003. | En raison d'un conflit entre les clubs et la fédération, aucune compétition ne prend place lors de la saison 2002-2003. | En raison d'un conflit entre les clubs et la fédération, aucune compétition ne prend place lors de la saison 2002-2003. | En raison d'un conflit entre les clubs et la fédération, aucune compétition ne prend place lors de la saison 2002-2003. |
| 2003-2004 | 1re         | 1er | 69 | 26 | 22 | 3 | 1 | 66 | 15 | +51 | Vainqueur | Vadim Vasilyev (17) | |
| 2004-2005 | 1re         | 1er | 78 | 34 | 24 | 6 | 4 | 52 | 18 | +34 | Quarts de finale | Zaur Tagizade (14) | |
| 2005-2006 | 1re         | 3e | 54 | 26 | 15 | 9 | 2 | 51 | 16 | +35 | Demi-finales | Nadir Nabiyev (12) | |
| 2006-2007 | 1re         | 2e | 44 | 24 | 17 | 3 | 4 | 47 | 15 | +32 | Demi-finales | Georgi Adamia (10) | |
| 2007-2008 | 1re         | 6e | 55 | 26 | 16 | 7 | 3 | 42 | 18 | +24 | Demi-finales | Branimir Subašić (14)                                                                                                   | |
| 2008-2009 | 1re         | 8e | 36 | 26 | 9 | 9 | 8 | 30 | 21 | +9 | Quarts de finale | Adrian Neaga (5) | |
| 2009-2010 | 1re         | 5e | 58 | 42 | 13 | 19 | 10 | 31 | 26 | +5 | Quarts de finale | Adrian Neaga (11) | |
| 2010-2011 | 1re         | 1er | 67 | 32 | 19 | 10 | 3 | 53 | 17 | +36 | Quarts de finale | Bahodir Nasimov (15) | |
| 2011-2012 | 1re         | 1er | 63 | 32 | 20 | 3 | 9 | 55 | 30 | +25 | Finale | Bahodir Nasimov (16) | |
| 2012-2013 | 1re         | 1er | 62 | 32 | 19 | 5 | 8 | 59 | 32 | +27 | Vainqueur | Nicolás Canales (26) | |
| 2013-2014 | 1re         | 4e | 60 | 36 | 17 | 9 | 10 | 48 | 40 | +8 | Vainqueur | Bahodir Nasimov (7) | |
| 2014-2015 | 1re         | 4e | 49 | 32 | 13 | 10 | 9 | 38 | 33 | +5 | Finale | Nicolás Canales (11) | |
| 2015-2016 | 1re         | 6e | 49 | 36 | 13 | 10 | 13 | 41 | 41 | 0 | Finale | Ruslan Gurbanov (13) | |
| 2016-2017 | 1re         | 7e | 29 | 28 | 9 | 2 | 17 | 24 | 45 | -21 | Demi-finales | Daniel Lucas (4) | |
| 2017-2018 | 1re         | 3e | 46 | 28 | 14 | 4 | 10 | 39 | 28 | +9 | Demi-finales | Ignacio Herrera (8) | |
| 2018-2019 | 1re         | 2e | 58 | 28 | 17 | 7 | 4 | 52 | 26 | +26 | Deuxième tour | Bagaliy Dabo (14) | |
| 2019-2020 | 1re         | 2e | 37 | 20 | 10 | 7 | 3 | 33 | 14 | +19 | Quart de finale | Bagaliy Dabo (7) Steven Joseph-Monrose (7)                                                                              | |
| 2020-2021 | 1re         | 1er | 59 | 28 | 18 | 5 | 5 | 47 | 25 | +22 | Quart de finale | Namik Alaskarov (19) | |
| 2021-2022 | 1re         | 2e | 50 | 28 | 15 | 5 | 8 | 42 | 31 | +11 | Demi-finales | Emin Makhmudov (10) Tiago Bezerra (en) (10)                                                                             | |
| 2022-2023 | 1re         | 3e | 68 | 36 | 20 | 8 | 8 | 63 | 38 | +25 | Finale | Emin Makhmudov (19) | |
| 2023-2024 | 1re         | 5e | | | | | | | | | | | |
| 2024-2025 | 1re         | 6e | | | | | | | | | | | |

### Bilan européen

#### Bilan
| Compétition              | P  | MJ | V  | N  | D  | BP | BC  | Diff. |
| ------------------------ | -- | -- | -- | -- | -- | -- | --- | ----- |
| Ligue des champions (C1) | 7  | 22 | 7  | 5  | 10 | 20 | 36  | -16   |
| Coupe des coupes (C2)    | 1  | 2  | 0  | 1  | 1  | 0  | 3   | -3    |
| Ligue Europa (C3)        | 13 | 42 | 13 | 11 | 18 | 56 | 62  | -6    |
| Ligue Conférence (C4)    | 3  | 10 | 3  | 2  | 5  | 14 | 19  | -5    |
| Coupe Intertoto          | 1  | 6  | 3  | 1  | 2  | 7  | 7   | 0     |
| Total                    | 25 | 82 | 26 | 20 | 36 | 97 | 127 | -30   |

#### Résultats
Légende
- Victoire ou qualification pour le tour suivant
- Match nul
- Défaite ou élimination de la compétition

Note : dans les résultats ci-dessous, le score du club est toujours donné en premier.
| Saison    | Compétition             | Tour              | Club                       | Domicile | Extérieur | Total     |
| --------- | ----------------------- | ----------------- | -------------------------- | -------- | --------- | --------- |
| 1995-1996 | Coupe des coupes        | Tour préliminaire | APOEL Nicosie              | 0 - 0    | 0 - 3     | 0 - 3     |
| 1996-1997 | Coupe UEFA              | Premier tour Q    | Lokomotiv Sofia            | 2 - 1    | 0 - 6     | 2 - 7     |
| 1997-1998 | Ligue des champions     | Premier tour Q    | Widzew Łódź                | 0 - 2    | 0 - 8     | 0 - 10    |
| 1999-2000 | Coupe UEFA              | Tour préliminaire | Étoile rouge de Belgrade   | 2 - 3    | 0 - 1     | 2 - 4     |
| 2000-2001 | Coupe UEFA              | Tour préliminaire | Hit Gorica                 | 1 - 0    | 1 - 3     | 2 - 3     |
| 2001-2002 | Coupe UEFA              | Tour préliminaire | Hit Gorica                 | 0 - 0    | 0 - 1     | 0 - 1     |
| 2004-2005 | Ligue des champions     | Premier tour Q    | Široki Brijeg              | 1 - 0    | 1 - 2     | 2E - 2    |
| 2004-2005 | Ligue des champions     | Deuxième tour Q   | CSKA Moscou                | 0 - 0    | 0 - 2     | 0 - 2     |
| 2005-2006 | Ligue des champions     | Premier tour Q    | FH Hafnarfjörður           | 2 - 0    | 2 - 1     | 4 - 1     |
| 2005-2006 | Ligue des champions     | Deuxième tour Q   | RSC Anderlecht             | 1 - 0    | 0 - 5     | 1 - 5     |
| 2007-2008 | Coupe UEFA              | Premier tour Q    | SV Ried                    | 2 - 1    | 1 - 3     | 3 - 4     |
| 2008      | Coupe Intertoto         | Premier tour      | FC Nitra                   | 2 - 0    | 1 - 3     | 3E - 3    |
| 2008      | Coupe Intertoto         | Deuxième tour     | Beerschot Anvers           | 1 - 0    | 1 - 1     | 2 - 1     |
| 2008      | Coupe Intertoto         | Troisième tour    | FC Vaslui                  | 2 - 1    | 0 - 2     | 2 - 3     |
| 2011-2012 | Ligue des champions     | Deuxième tour Q   | Dinamo Zagreb              | 0 - 0    | 0 - 3     | 0 - 3     |
| 2012-2013 | Ligue des champions     | Deuxième tour Q   | FC Zestafoni               | 3 - 0    | 2 - 2     | 5 - 2     |
| 2012-2013 | Ligue des champions     | Troisième tour Q  | Hapoël Ironi Kiryat Shmona | 2 - 2    | 0 - 4     | 2 - 6     |
| 2012-2013 | Ligue Europa            | Barrages Q        | APOEL Nicosie              | 1 - 1    | 3 - 1     | 4 - 2     |
| 2012-2013 | Ligue Europa            | Groupe H          | Partizan Belgrade          | 1 - 1    | 0 - 0     | Quatrième |
| 2012-2013 | Ligue Europa            | Groupe H          | Inter Milan                | 1 - 3    | 2 - 2     | Quatrième |
| 2012-2013 | Ligue Europa            | Groupe H          | Rubin Kazan                | 0 - 1    | 0 - 1     | Quatrième |
| 2013-2014 | Ligue des champions     | Deuxième tour Q   | Skënderbeu Korçë           | 0 - 0    | 0 - 1 ap  | 0 - 1     |
| 2014-2015 | Ligue Europa            | Deuxième tour Q   | FC Koper                   | 1 - 2    | 2 - 0     | 3 - 2     |
| 2014-2015 | Ligue Europa            | Troisième tour Q  | Chikhura Satchkhere        | 0 - 0    | 3 - 2     | 3 - 2     |
| 2014-2015 | Ligue Europa            | Barrages Q        | Partizan Belgrade          | 1 - 2    | 2 - 3     | 3 - 5     |
| 2015-2016 | Ligue Europa            | Premier tour Q    | Mladost Podgorica          | 2 - 2    | 1 - 1     | 3 - 3E    |
| 2016-2017 | Ligue Europa            | Premier tour Q    | Balzan FC                  | 1 - 2    | 2 - 0     | 3 - 2     |
| 2016-2017 | Ligue Europa            | Deuxième tour Q   | KF Shkëndija               | 0 - 0    | 0 - 1     | 0 - 1     |
| 2018-2019 | Ligue Europa            | Premier tour Q    | Újpest FC                  | 3 - 1    | 0 - 4     | 3 - 5     |
| 2019-2020 | Ligue Europa            | Premier tour Q    | Speranța Nisporeni         | 3 - 0    | 6 - 0     | 9 - 0     |
| 2019-2020 | Ligue Europa            | Deuxième tour Q   | Arsenal Toula              | 3 - 0    | 1 - 0     | 4 - 0     |
| 2019-2020 | Ligue Europa            | Troisième tour Q  | Bnei Yehoudah              | 2 - 2    | 1 - 2     | 3 - 4     |
| 2020-2021 | Ligue Europa            | Premier tour Q    | KF Shkupi                  | 2 - 1    | N/A       | 2 - 1     |
| 2020-2021 | Ligue Europa            | Deuxième tour Q   | Galatasaray SK             | 1 - 3    | N/A       | 1 - 3     |
| 2021-2022 | Ligue des champions     | Premier tour Q    | Dinamo Tbilissi            | 2 - 1    | 2 - 1     | 4 - 2     |
| 2021-2022 | Ligue des champions     | Deuxième tour Q   | Olympiakos                 | 0 - 1    | 0 - 1     | 0 - 2     |
| 2021-2022 | Ligue Europa            | Troisième tour Q  | HJK Helsinki               | 2 - 2    | 0 - 3     | 2 - 5     |
| 2021-2022 | Ligue Europa Conférence | Barrages Q        | Maccabi Haïfa              | 3 - 3    | 0 - 4     | 3 - 7     |
| 2022-2023 | Ligue Europa Conférence | Deuxième tour Q   | Aris Limassol              | 3 - 0    | 0 - 2     | 3 - 2     |
| 2022-2023 | Ligue Europa Conférence | Troisième tour Q  | Rapid Vienne               | 2 - 1    | 0 - 2 ap  | 2 - 3     |
| 2023-2024 | Ligue Europa Conférence | Deuxième tour Q   | Željezničar Sarajevo       | 2 - 0    | 2 - 2     | 4 - 2     |
| 2023-2024 | Ligue Europa Conférence | Troisième tour Q  | Beşiktaş JK                | 1 - 3    | 1 - 2     | 1 - 5     |

## Personnalités du club

### Présidents
Le tableau suivant présente la liste des présidents du club depuis 1988.
- Aydin Ibrahimov (1989-1997)
- Agil Pashayev (1997-2001)
- Ramiz Mirzayev (2001-2003)
- Rovnag Abdullayev (2004-2008)
- Akbar Hajiyev (2008-2010)
- Sadyg Sadygov (2010-2015)
- Chingiz Abdullayev (2015-2017)
- Orkhan Huseynzade (2017-2018)
- Kamran Guliyev (2018-2023)
- Farrux Mahmudov (2023-2024)
- Cenk Sumer (2024-)

### Entraîneurs
La liste suivante présente les différents entraîneurs connus du club depuis 1937,.
- Aleksandr Gnezdov (1937)
- Konstantin Kuznetsov (1938-1941)
- A. Shaposhnikov (1946)
- K. Parsadanov (1947)
- Mikhail Churkin (1948)
- Viktor Patsevich (1948)
- Gavriil Putilin (mars 1949-août 1949)
- Viktor Patsevich (août 1949-décembre 1949)
- Mikhail Churkin (1950)
- Shirali Shiraliyev (1951-1952)
- Viktor Novikov (1953-août 1955)
- Nikolay Rasskazov (septembre 1955-décembre 1955)
- Viktor Panyukov (1956)
- Kamal Akhundov (1956)
- Oleg Timakov (1957)
- Shirali Shiraliyev (1958)
- Oleg Timakov (1958)
- Konstantin Kuznetsov (1959)
- Veniamin Krylov (1959-1960)
- Boris Arkadiev (1961-1962)
- Alakbar Mammadov (1963-juillet 1965)
- Vassili Sokolov (juillet 1965-juillet 1966)
- Ahmad Alaskarov (en) (juillet 1966-1970)
- Alakbar Mammadov (1971-juin 1972)
- Gueorgui Jarkov (en) (juillet 1972-décembre 1972)
- Valentin Khlystov (1973-1975)
- Guennadi Bondarenko (en) (avril 1976-décembre 1978)
- Igor Netto (janvier 1979-juin 1979)
- Ahmad Alaskarov (en) (juillet 1979-1982)
- Kazbek Tuaev (1983-juillet 1984)
- Ruslan Abdullayev (az) (août 1984-décembre 1984)
- Viatcheslav Soloviov (janvier 1985-mai 1985)
- Ruslan Abdullayev (az) (juin 1985-1986)
- Aleksandr Sevidov (janvier 1987-mai 1987)
- Aghasalim Mirjavadov (en) (juin 1987-août 1988)
- Yuri Kuznetsov (septembre 1988-décembre 1988)
- Aghasalim Mirjavadov (en) (janvier 1989-juillet 1989)
- Ruslan Abdullayev (az) (septembre 1989-avril 1991)
- Kazbek Tuaev (mai 1991)
- Ahmad Alaskarov (en) (1991-1992)
- Sergey Kramarenko (1993)
- Vagif Sadygov (1993-1995)
- Kazbek Tuaev (1996-juin 1997)
- Ruslan Abdullayev (az) (juin 1997-décembre 1997)
- Kazbek Tuaev (1998-1999)
- Ahmad Alaskarov (en) (1999-2000)
- Asef Namazov (2000)
- Ogtay Abdullaev (2001)
- Rashid Uzbekov (2001)
- Kazbek Tuaev (2001-2004)
- Agaselim Mirjavadov (2004-2006)
- Gurban Gurbanov (juin 2006-août 2007)
- Vlastimil Petržela (septembre 2007-janvier 2008)
- Anatoli Demyanenko (janvier 2008-septembre 2008)
- Hans-Jürgen Gede (août 2008-février 2009)
- Boyukagha Aghayev (mars 2009-septembre 2009)
- Vagif Sadygov (octobre 2009-février 2010)
- Arif Asadov (février 2010-juillet 2011)
- Boyukagha Hajiyev (août 2011-juillet 2013)
- Tarlan Ahmadov (juillet 2013-octobre 2013)
- Nazim Suleymanov (octobre 2013-janvier 2014)
- Boyukagha Hajiyev (janvier 2014-septembre 2014)
- Arif Asadov (septembre 2014-juin 2015)
- Samir Aliyev (juillet 2015-novembre 2015)
- Asgar Abdullayev (novembre 2015-mars 2016)
- Vali Gasimov (mars 2016-août 2016)
- Elkhan Abdullayev (septembre 2016-août 2017)
- Tarlan Ahmadov (septembre 2017-juin 2018)
- Roberto Bordin (en) (juin 2018-janvier 2020)
- Fizuli Mammedov (en) (janvier 2020-novembre 2020)
- Samir Abbasov (en) (novembre 2020-mai 2022)
- Laurențiu Reghecampf (juin 2022-juin 2023)
- Adrian Mutu (juillet 2023-décembre 2023)

## Rivalité et supporters

### Rivalité
Il a toujours existé une forte rivalité entre les deux plus gros clubs du pays en championnat. En Azerbaïdjan, le match entre le FK Neftchi Bakou et le FK Khazar Lankaran est appelé le Derby azerbaïdjanais,,. Le match est réputé pour être très violent et d'une grande animosité. En effet, le match oppose les deux régions du pays, à savoir Neftchi et Khazar Lankaran qui représentent respectivement le nord et le sud du pays.

### Supporters
Le FK Neftchi Baku est le club le plus soutenu en Azerbaïdjan, avec 37 221 supporters organisés en plusieurs groupes de supporters à travers le monde, dont les États-Unis, la Turquie, la Russie, l'Allemagne, les Pays-Bas, et d'autres pays où vivent des communautés azerbaïdjanaises.
Le groupe de supporters le plus connu sont les Flaqman (Officiers du drapeau).

## Sponsoring
Le 7 février 2025, le Neftçi a signé un accord de sponsoring de cinq ans avec "Palms Sports", appartenant à l'International Holding Company. Le directeur exécutif du club, Cenk Sümer, a déclaré que les revenus de cet accord représentaient 30 % des revenus annuels du club.